# Kup Crne Gore u vaterpolu
Osvajači kupa Crne Gore u vaterpolu. Ovo natjecanje organizira Vaterpolo i plivački savez Crne Gore.
```
Sezona     Pobjednik           Doprvak

2006./07.
  
Jadran (HN)
         
Budvanska rivijera

2007./08.
  
Jadran (HN)
         
Budvanska rivijera

2008./09.
  
Budvanska rivijera
[
1
]
Primorac

2009./10.
  
Primorac
            
Budva M:tel
[
2
]

2010./11.
  
Budvanska rivijera
  
Primorac

2011./12.
  
Jadran (HN)
         
Budvanska rivijera
```